# Pseudobalistes
Pseudobalistes és un gènere de peixos teleostis de la família dels balístids.

## Particularitats
Es troben a les zones tropicals i subtropicals del la conca Indo-Pacífica i la costa americana del Pacífic. Preferixen les aigües poc profundes a la vora dels esculls.
Els agraden molt les garotes que troben remenant la sorra i les roques amb llur morro de pell gruixuda i que trenquen amb llurs poderoses dents.
Són peixos inofensius per als humans, tot i que poden arribar a mides de gairebé un metre. Es pesquen en certes zones del planeta, però consumir-los en alguns casos pot provocar enverinament a causa de la ciguatera.

## Taxonomia
N'hi han tres espècies reconegudes:
- Pseudobalistes flavomarginatus
- Pseudobalistes fuscus
- Pseudobalistes naufragium